# Ferice (okręg Bihor)
Ferice – wieś w Rumunii, w okręgu Bihor, w gminie Buntești. W 2011 roku liczyła 509 mieszkańców.